# 池ヶ原 (津山市)
池ヶ原（いけがはら）は岡山県津山市にある地名。郵便番号は708-0852。

## 地理
津山市大崎地区の北東端、旧・高取村、勝央町時代の北西端に位置し、
西に同地区中原、福力、新田、南に同地区堂尾、また、北には広野地区福井が位置し、東では勝央町と接する。

## 歴史

### 沿革
- 1604年 - 池ヶ原村から堂尾村が分村。
- 江戸期 - 池ヶ原村が池ヶ原村東分、池ヶ原村西分に分村。
- 1872年 - 池ヶ原村東分、池ヶ原村西分が合併し、再び池ヶ原村となる。
- 1889年6月1日 - 町村制施行により、勝南郡池ヶ原村が同郡黒坂村、為本村、堂尾村、福吉村と合併、高取村となる。池ヶ原村は大字池ヶ原となる。
- 1900年4月1日 - 勝南郡が勝北郡と合併し、勝田郡となる。
- 1954年3月31日 - 勝田郡高取村が同郡勝間田町、植月村、古吉野村および吉野村の内、大字豊久田の杉原地区以外と合併、勝央町となる。
- 1955年6月1日 - 旧高取村の内、大字池ヶ原、大字堂尾が津山市へ編入される。

## 世帯数と人口
2021年（令和3年）1月1日現在の世帯数と人口は以下の通りである。
| 町丁   | 世帯数  | 人口  |
| ------ | ------- | ----- |
| 池ヶ原 | 145世帯 | 335人 |

## 小・中学校の学区
市立小・中学校に通う場合、学区は以下の通りとなる。
| 番地 | 小学校             | 中学校               |
| ---- | ------------------ | -------------------- |
| 全域 | 津山市立大崎小学校 | 津山市立津山東中学校 |

## 交通

### 道路
- 国道179号

## 施設
- 池ヶ原公会堂